# Pedal de sustentação
Um pedal de sustentação (sustain ou pedal de sustain, também pedal damper ou pedal loud) é o pedal mais habitualmente usado em um piano moderno.
É tipicamente o mais à direita de dois ou três pedais. Quando pressionado, o pedal de sustentação "sustenta" todas as cordas do piano, removendo os abafadores de todas as cordas e permitindo-lhes vibrar livremente, prolongando a duração do som. Isto serve para dois propósitos. Primeiramente, permite ao pianista produzir um legato (como se o som das notas sucessivas fosse um contínuo) em passagens onde não se é possível ser feito de outro modo. Em segundo lugar, o uso do pedal damper faz com que todas as cordas vibrem simpateticamente com qualquer nota que esteja sendo tocada, o que enriquece grandemente a sonoridade do piano. Compositores como Frédéric Chopin usaram nas suas peças este pedal com bastante freqüência.